# Atletismo nos Jogos Pan-Americanos de 2007 - 400 m feminino
Os 400 metros rasos feminino foram um dos eventos do atletismo nos Jogos Pan-Americanos de 2007, no Rio de Janeiro. A prova foi disputada no Estádio Olímpico João Havelange nos dias 24 (semifinais) e 25 de julho (final) com 22 atletas de 17 países.

## Medalhistas
| Ouro   | MEX Ana Guevara       |
| Prata  | BAH Christine Amertil |
| Bronze | CUB Indira Terrero    |

## Recordes
Recordes mundiais e pan-Americanos antes da disputa dos Jogos Pan-Americanos de 2007.
| Tipo                             | Atleta             | Tempo   | Local    | Data                 |
| -------------------------------- | ------------------ | ------- | -------- | -------------------- |
|                                  | Marita Koch        | 47.60 s | Canberra | 6 de outubro de 1985 |
| Recorde dos Jogos Pan-Americanos | Ana Fidelia Quirot | 49.61 s | Havana   | 5 de agosto de 1991  |

## Resultados
- Q: classificação por tempos na série.
- q: classificação por melhores tempos no geral.
- DSQ: desclassificada.

### Semifinal
A semifinal foi disputada em 24 de julho.
| Semifinal 1 | Semifinal 1 | Semifinal 1         | Semifinal 1                  | Semifinal 1 | Semifinal 1 |
| Result.     | Result.     | Atleta              | País                         | Tempo       | Qual.       |
| Pos.        | Geral       | Atleta              | País                         | Tempo       | Qual.       |
| ----------- | ----------- | ------------------- | ---------------------------- | ----------- | ----------- |
| 1           | 1           | Ana Guevara         | MEX México                   | 51.10 s     | Q           |
| 2           | 7           | Laverne Jones       | ISV Ilhas Virgens Americanas | 51.94 s     | Q           |
| 3           | 8           | Monique Henderson   | USA Estados Unidos           | 52.18 s     | q           |
| 4           | 11          | Maria Laura Almirão | BRA Brasil                   | 52.72 s     |             |
| 5           | 12          | Esther Akinsulie    | CAN Canadá                   | 52.77 s     |             |
| 6           | 20          | Lucy Jaramillo      | ECU Equador                  | 54.55 s     |             |
| —           | —           | Dominique Maloney   | BVI Ilhas Virgens Britânicas | DSQ         |             |

| Semifinal 2 | Semifinal 2 | Semifinal 2            | Semifinal 2                  | Semifinal 2 | Semifinal 2 |
| Result.     | Result.     | Atleta                 | País                         | Tempo       | Qual.       |
| Pos.        | Geral       | Atleta                 | País                         | Tempo       | Qual.       |
| ----------- | ----------- | ---------------------- | ---------------------------- | ----------- | ----------- |
| 1           | 2           | Davita Prendergast     | JAM Jamaica                  | 51.47 s     | Q           |
| 2           | 3           | Indira Terrero         | CUB Cuba                     | 51.56 s     | Q           |
| 3           | 6           | Debbie Dunn            | USA Estados Unidos           | 51.86 s     | q           |
| 4           | 10          | Kineke Alexander       | VIN São Vicente e Granadinas | 52.37 s     |             |
| 5           | 14          | Ginou Etienne          | HAI Haiti                    | 53.13 s     |             |
| 6           | 17          | María Alejandra Idrobo | COL Colômbia                 | 54.29 s     |             |
| 7           | 21          | Hazel Ann Regis        | GRN Granada                  | 54.75 s     |             |

| Semifinal 3 | Semifinal 3 | Semifinal 3       | Semifinal 3               | Semifinal 3 | Semifinal 3 |
| Result.     | Result.     | Atleta            | País                      | Tempo       | Qual.       |
| Pos.        | Geral       | Atleta            | País                      | Tempo       | Qual.       |
| ----------- | ----------- | ----------------- | ------------------------- | ----------- | ----------- |
| 1           | 4           | Shereefa Lloyd    | JAM Jamaica               | 51.66 s     | Q           |
| 2           | 5           | Christine Amertil | BAH Bahamas               | 51.67 s     | Q           |
| 3           | 9           | Gabriela Medina   | MEX México                | 52.22 s     |             |
| 4           | 13          | Aliann Pompey     | GUY Guiana                | 53.03 s     |             |
| 5           | 15          | Carline Muir      | CAN Canadá                | 53.25 s     |             |
| 6           | 16          | Nathandra John    | SKN São Cristóvão e Neves | 53.42 s     |             |
| 7           | 18          | Sheila Ferreira   | BRA Brasil                | 54.44 s     |             |
| 8           | 19          | Britney St. Louis | TRI Trinidad e Tobago     | 54.45 s     |             |

1. ↑  Dominique Maloney foi desclassificada por não respeitar a sua linha.

### Final
A final dos 400 metros rasos feminino foi disputada em 25 de julho as 18:40 (UTC-3).
| Pos.              | Atleta             | País                         | Tempo   |
| ----------------- | ------------------ | ---------------------------- | ------- |
| Medalha de ouro   | Ana Guevara        | MEX México                   | 50.34 s |
| Medalha de prata  | Christine Amertil  | BAH Bahamas                  | 50.99 s |
| Medalha de bronze | Indira Terrero     | CUB Cuba                     | 51.09 s |
| 4                 | Shereefa Lloyd     | JAM Jamaica                  | 51.19 s |
| 5                 | Davita Prendergast | JAM Jamaica                  | 51.90 s |
| 6                 | Monique Henderson  | USA Estados Unidos           | 52.28 s |
| 7                 | Laverne Jones      | ISV Ilhas Virgens Americanas | 52.97 s |
| 8                 | Debbie Dunn        | USA Estados Unidos           | 52.97 s |